# 塩谷町立塩谷中学校
塩谷町立塩谷中学校（しおやちょうりつ しおやちゅうがっこう）は、栃木県塩谷郡塩谷町飯岡にある公立中学校。

## 概要
塩谷町の中心に位置する。2005年に塩谷町の3中学校（玉生・船生・大宮）を統合し開校。
校歌木下龍太郎作詞、船村徹作曲

## 沿革
- 2004年（平成16年）- 校舎施工（RC3階建て・延床面積10,938m2）[1]。
- 2005年（平成17年）4月1日 - 3中学校を統合し、塩谷町立塩谷中学校として開校[2]。
- 2007年（平成19年）1月21日 - 「シラバスを活用した社会科学習指導と評価の工夫」が第22回東書教育賞奨励賞（東京書籍・中央教育研究所）を受賞[3]。
- 2011年（平成23年）3月11日 - 東日本大震災により、体育館が避難所として利用される[4]。
- 2018年（平成30年）11月24日 - 生徒11人が塩谷町の中学生会議に出席[5]。塩谷町幹部や町議会議員らに書店・文房具店の誘致などを訴えた[5]。

## 進学前小学校
- 塩谷町立船生小学校
- 塩谷町立玉生小学校
- 塩谷町立大宮小学校

## 通学区域
塩谷町全域が通学区域となっている。

## 交通
- JR東北本線（宇都宮線）矢板駅より約11.8km
- 関東バス 玉生宿バス停より約1.9km